# Analogtechnik
Von Analogtechnik oder analoger Technik spricht man in der Elektrotechnik und Elektronik bei sich wert- und zeitkontinuierlich ändernden physikalischen Größen, insbesondere von Spannung und Strom. Somit kann bei der Analogtechnik ein Signal in einem zeitlichen Verlauf unendlich viele Wertigkeiten besitzen. Im Gegensatz dazu betrachtet die Digitaltechnik nur diskrete Größen, also solche, die nur eine endliche, meist genau definierte Anzahl verschiedener Werte annehmen können. In der Regel benutzt man den Begriff Analogtechnik bei der Signalübertragung und -verarbeitung, aber auch im Zusammenhang mit der Mess- und Steuertechnik.
In vielen Technikbereichen wurde die Analogtechnik weitgehend durch Digitaltechnik ersetzt, allerdings bleiben meist einige Komponenten analog – zum Beispiel arbeiten beim heutzutage eigentlich volldigitalen Mobiltelefon etwa die Elektronik zur Verarbeitung der Mikrofon- und Lautsprechersignale sowie das mit Hochfrequenz arbeitende Sende- und Empfangsteil immer noch analog. In solchen Fällen, wo sich Analog- und Digitalelektronik ergänzen bzw. mischen, spricht man auch von Hybrid-Elektronik oder Mixed-Signal-Elektronik bzw. -Schaltungen.

## Aufbau

Beispielhafte Analogschaltung, Audioverstärker

Typische Bauelemente der Analogtechnik sind Verstärker, Filter, Gleichrichter, Mischer usw. Im Gegensatz dazu stehen Bauelemente der Digitaltechnik, wie Logikgatter, Mikroprozessoren und Datenspeicher.
Da Menschen Töne und Bilder nur analog verarbeiten können, die Digitaltechnik aber weniger Störungen bei der Speicherung und der Übertragung über große Distanzen verursacht, werden heute beide Techniken kombiniert. Die Signale beider Technologien lassen sich mit Analog-Digital-Umsetzern bzw. Digital-Analog-Umsetzern ineinander umformen.
Vorteil der Analogtechnik ist unter anderem, dass sie mit einfachsten und oft recht wenigen elektronischen Bauelementen, wie z. B. Widerständen, Spulen und Kondensatoren realisiert werden kann. Nachteilig wirkt sich die Störanfälligkeit und die Verzerrungen der Signale aus, die zum einen durch interne physikalischen Eigenschaften der Bauteile und Leitungen, zum anderen durch kapazitive und/oder induktive Kopplung zwischen verschiedenen Bauelementen auftreten.
Wegen der hohen Integrierbarkeit der Bauteile (mehr Bauteile und Funktionen pro Fläche) und des zum Teil geringeren Energieverbrauchs übernimmt die Digitaltechnik immer mehr Aufgaben und verdrängt die Analogtechnik zunehmend. Allerdings werden für industrielle Spezialanwendungen, beispielsweise im Automotive-Bereich oder in der Luft- und Raumfahrtindustrie, auch weiterhin analoge und gemischte Schaltkreise verwendet; jedoch meist verkleinert in integrierte Schaltungen überführt.

## Ablösung der Analog- durch Digitaltechnik
Sehr deutlich werden die Unterschiede zwischen der alten Analog- und der modernen Digitaltechnik bei Schallplatte und Telefon. Bis in die 1980er Jahre waren die Geräte durchweg in Analogtechnik gebaut und bekannt für Verzerrungen, Knackimpulse und eingeschränkten Frequenzumfang („Telefonstimme“). Seit etwa 1983 wurde die Schallplatte sukzessive durch die praktisch rauschfreie CD ersetzt, auch alle heutigen DECT-Telefone und Handys übertragen Sprache digital. In diesen Geräten erfolgt die Signalverarbeitung zwischen Antenne und A/D- bzw. Digital-Analog-Umsetzern durch analoge bzw. mixed-signal-Schaltungen. Während die Einführung von Digitalradio relativ schleppend verläuft, ist der Wechsel zum Digitalfernsehen in vollem Gang, so wurde der analoge Fernsehempfang über Antenne in Deutschland durch das digitale DVB-T abgelöst, und auch in den Kabelnetzen werden analoge Kanäle zunehmend durch digitale verdrängt. Ebenso wurden die früher üblichen analogen Videorekorder mit Kassetten durch verschiedene digitale Technologien abgelöst, etwa den Festplattenrekorder (auch: PVR) und die bespielbare DVD. Auch die früher sehr verbreiteten analogen Audiokassetten wurden mittlerweile abgelöst, zunächst durch die aufnehmbare CD-R, heute vor allem durch die digitale MP3-Technologie. Mitunter treten jedoch auch gegenläufige Entwicklungen ein: Während sich Audiostreams stärker verbreiten und klassische digitale Tonträger wie die CD weiter an Bedeutung verlieren, verzeichnete die Vinylschallplatte trotz des technisch bedingt fehleranfälligen Tonsignals im ersten Halbjahr 2022 die größte Zuwachsrate auf dem deutschen Markt für Musikmedien und erreichte (wieder) einen Marktanteil von 6,2 %.

## Anwendungsbereiche
- Rundfunk (UKW, MW, LW)
- Analoge Fernseher und Röhrenmonitore 
 (terrestrisches Fernsehen (ab 1990 teilweise Umstellung auf Digitalempfang))
- Funktechnik 
 z. B.: Jedermannfunk (z. B. CB-Funk und PMR446-Funk), Taxi-Funk, Teilbereiche des Zugfunks, BOS-Funk, Bündelfunk, Flugfunk, Seefunk, Binnenschifffahrtsfunk und Teilbereiche des Amateurfunks.
- Telefon bei analogen Anschlüssen zwischen Vermittlungsstelle und Endgerät. 
 Bis ca. 1980 auch noch bei Nah- und Fernverbindungen, sowie Richtfunk, wurden mehrere Gespräche mit dem Trägerfrequenzverfahren durch Amplitudenmodulation auf einem Kanal übertragen. Später wurde zwischen den Vermittlungsstellen die Puls-Code-Modulation verwendet, zuletzt bis zum Endgerät. Auch können analoge Telefongeräte über einen Router ans Internet angeschlossen werden.
- HiFi-Verstärker (Signalübertragung vom Radio, Mikrofon, Tonband, Plattenspieler, CD- und DVD-Player. Später dann zum Teil  digital über Lichtwellenleiter)
- Klassische Impulstechnik
- Schallplatten
- Tonband- und Musikkassettengeräte
- Zeigermessgeräte
- Alle Anwendungen, die reale, physische Messgrößen erfassen 
 (direkt oder über Analog-Digital-Umsetzer). Oder in Gegenrichtung mit Digital-Analog-Umsetzer.